# 하코브 바르가스
하코브 바르가스(Jacob Vargas, 1971년 8월 18일 ~ )는 멕시코의 배우이다.

## 출연 작품

### 영화
- 데블 - 라미레즈 역
- 더 로드 홈